# 原子力発電を考える石巻市民の会
原子力発電を考える石巻市民の会（げんしりょくはつでんをかんがえるいしのまきしみんのかい）は、宮城県石巻市の市民団体である。1979年より活動している。地元に立地している東北電力女川原子力発電所の問題について、行政や原子力業界から独立した立場から、各種の提言や講演会・勉強会の実施などの活動を行っている。2019年現在の代表は原伸雄である。

## プルサーマル問題への取り組み
女川原子力発電所での実施が計画されているプルサーマルについて、住民もまじえて慎重に議論を進めるよう、各種要請や講演会等の活動を行っている